# Advent in XXL
Advent in XXL ist eine dreiteilige Doku-Soap von neo productions über eine Leipziger Großfamilie in der Adventszeit. Sie wurde vom 8. bis 22. Dezember 2012 im MDR gesendet.
8. Dezember 2012Am Morgen sind Anett und Steffen Bernstein die ersten in ihrer Familie, die aufstehen. Die beiden Eltern wecken ihre Kinder, da die Familie das Haus weihnachtlich schmücken möchte. Steffen repariert seine alte Weihnachts-Pyramide und zur gleichen Zeit basteln Annett und die Kinder heimlich einen Adventskalender für ihren Papa. Außerdem hat Mathis eine Probe im Gewandhaus für ein Adventskonzert. Abends kommt Annetts Schwester Tine zu Besuch. Am nächsten Tag ist Schule, d. h. die beiden Eltern fahren früh die Kinder zur Schule und machen danach ihre Arbeit. Steffen ist Programmierer und Annett ist Tagesmutter. Als die Kinder von der Schule kommen, putzen sie gleich ihre Schuhe, da am nächsten Tag Nikolaus ist.
15. Dezember 2012Es ist Nikolaus-Morgen und die Kinder schauen, ob der Nikolaus ihnen etwas gebracht hat. Danach überlegt sich die Familie für Mutti Anett ein schönes Weihnachtsgeschenk. Steffen fährt Marianne zum Ballet, wo sie für ein Stück übt. Dann ist Großeinkauf bei Familie Bernstein, weil die Familie Plätzchen backen möchte.  Außerdem hat Mathis das Adventskonzert im Gewandhaus. Seine Eltern und Brüder kommen, um ihn zu sehen. Sogar seine Oma Renate ist mit dabei. Rike übernimmt derweil zuhause das Ruder und passt auf die restlichen Kinder auf. Später ist noch ein gemeinsames Beisammensein mit Oma Renate. Da bekommt Anett ihr Geschenk: Ein Wochenende mit ihrer Schwester Tine.
22. Dezember 2012Die Kinder wollen Wunschzettel schreiben, aber bei 7 Kindern können natürlich nicht alle Wünsche in Erfüllung gehen. Außerdem hat Marianne ihren Ballet-Auftritt, wohin die ganze Familie kommt, außer die Jungs. Die bleiben lieber zuhause. Dann haben Steffen und Anett einen gemeinsamen Abend in den Restaurant, wo sie sich kennengelernt haben. Am nächsten Tag löst Anett ihr Adventgeschenk ein: Ein gemeinsames Wochenende mit ihrer Schwester Tine in Erfurt. In Leipzig besorgen gerade die Männer den Weihnachtsbaum. Als Anett wieder in Leipzig ist geht sie zusammen mit Steffen die Weihnachtsgeschenke für die Kinder besorgen. Am Abend stellen die Kinder Seife her. Natürlich geht es vor Weihnachten noch auf den Weihnachtsmarkt.